# مستقبل أدينوزين A2B
مستتقبل الأدينوسين A2B  (بالإنجليزية: Adenosine Reseptor A2B)‏ (وباختصار: ADORA2B) هو مستقبل ينتمي إلى عائلة مستقبلات الأدينوزين التي تعرف بمستقبلات P1، وهي مستقبلات مقترنة ببروتين ج.  يشفر هذا الجين البروتين الذي ينتمي إلى عائلة مستقبلات الأدينوزين.

## آلية العمل
هذا المستقبل بروتين الغشائي متكامل، هو يُنبِّه نشاط محلقة الأدينيلات في وجود الأدينوزين. يتفاعل هذا البروتين -أيضًا- مع نيترين -1 الذي يشارك في استطالة محور عصبي.

## موقع الجين
يقع الجين بالقرب من منطقة متلازمة سميث-ماجينيس على الكروموسوم 17.

## استباب العظام
يُعزز هذا المستقبل من تمايز بانيات العظم، التي تُشتق من الخلية الجذعية وسيطة والتي يمكن أن تتمايز -أيضًا- بخلية غضروفية. تقوم إشارات الخلية المشاركة في تحفيز مستقبل A2B بتوجيه طريق التمايز إلى بانيات العظم، بدلاً من الخلايا الغضروفية عبر التعبير الجيني Runx2. تطبيق علاجي محتمل في مساعدة الأمراض التنكسية للعظام ، والتغيرات المرتبطة بالعمر وكذلك إصلاح الإصابات.

## وصلات خارجية
- Adenosine+A2B+Receptor في المكتبة الوطنية الأمريكية للطب نظام فهرسة المواضيع الطبية (MeSH).

- تفاصيل أكثر عن ADORA2B على موقع متصفح جينوم جامعة كاليفورنيا سانتا كروز [الإنجليزية].